# Potenziale delle cellule segnapassi

Il potenziale delle cellule segnapassi, o delle cellule pacemaker (nel cuore risiedono nel nodo del seno), è il potenziale d'azione preceduto da una lenta depolarizzazione fra la fine di un potenziale d'azione e l'inizio del successivo. Questa lenta ascesa del potenziale di membrana, che tipicamente si mantiene su valori di riposo di-70 mV, fa in modo che venga superata la soglia e che venga innescato di conseguenza il potenziale d'azione successivo. Così, questo fenomeno è alla base dell'automatismo delle cellule segnapassi del cuore e del valore della frequenza cardiaca poiché la velocità con la quale si verifica questa depolarizzazione (il dV/dt) determina il ritmo della successione del potenziale d'azione nelle cellule segnapassi. In un nodo del seno normale, dove ha appunto luogo la genesi dell'impulso elettrico che attiva il cuore, quindi la velocità di questa depolarizzazione è il principale determinante della frequenza cardiaca. 
Poiché avviene al di fuori del potenziale d'azione, ovvero nella cosiddetta "diastole elettrica", esso viene anche chiamato "depolarizzazione diastolica".
L'intensità di corrente necessaria per spostare il potenziale di membrana della cellula durante la diastole elettrica è estremamente bassa, nell'ordine di pochi pA
, ma il flusso netto di corrente diretto verso la cellula, costituito da ioni positivi, prevede il contributo di diverse specie ioniche. In letteratura figurano vari articoli a supporto del coinvolgimento dei canali di K+, Ca2+, Na+ e dello scambiatore Na+/K+, ma più di recente l'attenzione si è concentrata sulla corrente “funny”(If), che pare essere quella determinante.

## Le cellule segnapassi all'interno del cuore
In realtà, il cuore possiede diverse aree in grado di fungere da segnapassi, ognuna dotata di un gruppo di cellule con automatismo proprio:
- nodo del seno: 80 - 100 bpm
- foci atriali: 60 - 80 bpm
- foci giunzionali: 40 - 60 bpm
- foci ventricolari: 20 - 40 bpm

Nel cuore normale, quindi, il nodo del seno possiede le cellule dotate della più elevata frequenza di scarica e quindi il ritmo cardiaco è da loro dettato. Gli altri foci, avendo una frequenza di scarica inferiore non sono in grado di generare un ritmo stabile, essendo soggette alla cosiddetta soppressione da overdrive, ovvero venendo depolarizzate dall'impulso che giunge dal nodo del seno prima che esse possano dare luogo ad una depolarizzazione.

## Patologia
Esistono delle condizioni nelle quali diviene manifesta la capacità delle altre cellule di sostenere una depolarizzazione ripetitiva e quindi un ritmo cardiaco organizzato con attività anche rapida, dando luogo a seconda della posizione del focus ad una tachicardia sopraventricolare o ad una tachicardia ventricolare da automatismo anomalo.
In altre circostanze, come ad esempio dopo un blocco atrioventricolare, a seguito del quale è interrotta la conduzione dell'impulso lungo il sistema di conduzione del cuore, i ventricoli restano elettricamente isolati dagli atri e l'emergenza di un ritmo automatico è un vero e proprio meccanismo salvavita.
nodo del seno  → atrio  → giunzione AV |blocco|  → foci ventricolari di scappamento

## Bio-pacemakers
I cosiddetti Bio-pacemakers sono il risultato di un campo di ricerca in rapido sviluppo e si auspica che in un prossimo futuro possano sostituire i pacemaker. I Bio-pacemaker sono la trasformazione di cellule miocardiche quiescenti (ad esempio le cellule atriali) in cellule dotate di un automatismo valido. Questo si ottiene facendo loro esprimere i geni responsabile della genesi della depolarizzazione spontanea diastolica.